# 수 문자

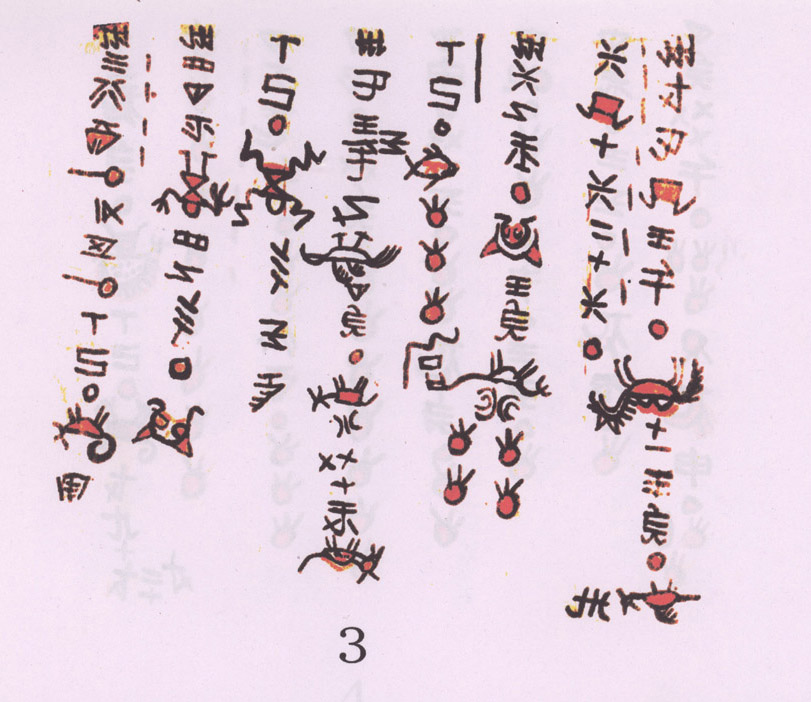
六甲反書　第三頁

수 문자(水文字;중국어: 水書)는 중국의 소수민족인 쉐이족(水族)이 사용하는 문자이다. 쉐이족 대대로 전해내려오는 문자로서, 그 형상은 한자의 갑골문 또는 금문 형태와 닮아 있다. 쉐이족의 지리, 민속, 윤리, 철학 등을 전수해오고 있다. 2002년 3월에 중국국가지정 무형문화유산(中国国家级非物质文化遗产)으로 지정되었다.